# گری بارنت (بازیکن فوتبال)
گری بارنت (انگلیسی: Gary Barnett؛ زادهٔ ۱۱ مارس ۱۹۶۳) بازیکن فوتبال اهل بریتانیا است.
از باشگاه‌هایی که در آن بازی کرده‌است می‌توان به باشگاه فوتبال فولام، باشگاه فوتبال آکسفورد یونایتد، باشگاه فوتبال کاونتری سیتی، باشگاه فوتبال کیدرمینستر هاریرس، باشگاه فوتبال ویمبلدون، باشگاه فوتبال هادرزفیلد تاون، و باشگاه فوتبال لیتون اورینت اشاره کرد.